# كاستيل دي بيونس
بلدية كاستيل دي بيونس (بالإسبانية: Castil de Peones)‏, هي إحدى بلديات مقاطعة برغش, التي تقع في منطقة قشتالة وليون, والتي تقع في شمال غرب إسبانيا.
يبلغ عدد سكانها 31 نسمة وفقاً لإحصائية سنة (2002).